# Instituto de Química y Biología del Medio Ambiente Marino

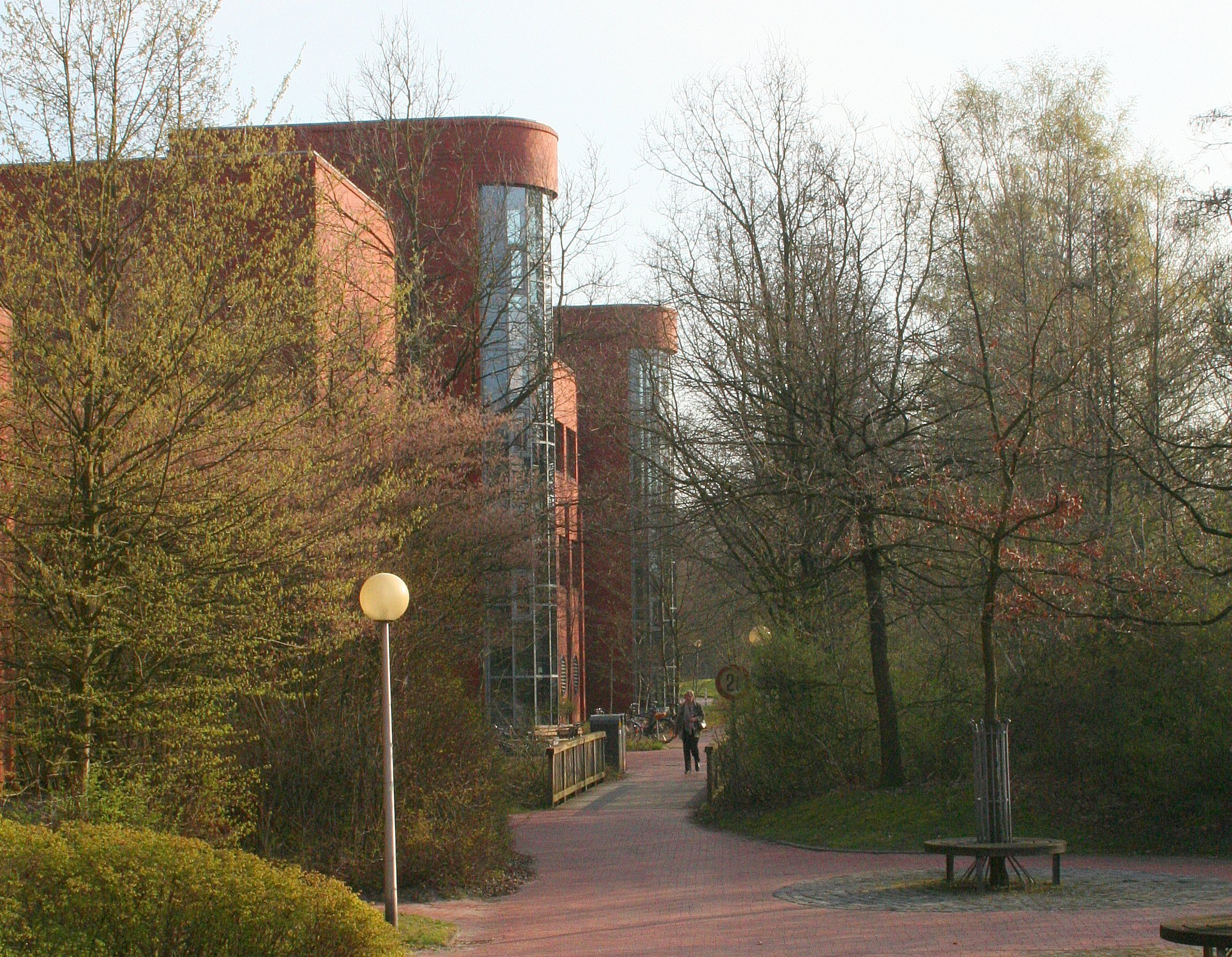
El edificio principal del ICBM en Oldemburgo, Alemania

El Instituto de Química y Biología del Medio Ambiente Marino (en alemán: Institut für Chemie und Biologie des Meeres der Carl von Ossietzky Universität Oldenburg, abreviado ICBM) de la Universidad Carl von Ossietzky en Oldemburgo, Alemania, es una de las instituciones oceanográficas en la costa alemana del Mar del Norte. Además, es el único instituto universitario de la investigación marina en el Estado federado de Baja Sajonia, Alemania.
El instituto principal se encuentra dentro del campo universitario Wechloy de la Universidad de Oldemburgo. El ICBM dispone de dos ubicaciones adicionales en Wilhelmshaven y la isla de Spiekeroog, Frisia oriental, Alemania.